# Samuel Wanjiru
Samuel Kamau Wanjiru (Nyahururu, 10 novembre 1986 – Nyahururu, 15 maggio 2011) è stato un maratoneta keniota, medaglia d'oro ai Giochi olimpici di Pechino 2008 con il record olimpico di 2h06'32".
Il suo primato personale nella maratona è di 2h05'10", stabilito a Londra nel 2009. È stato anche detentore dei record mondiali dei 15 km (insieme al connazionale Felix Limo), dei 20 km e della mezza maratona.

## Biografia
Wanjiru iniziò a correre a 15 anni. Nel 2002 si trasferì a Sendai in Giappone, dove frequentò la Sendai Ikuei Gakuen High School, diplomandosi nel 2005. Dopo il diploma si unì al gruppo atletico Toyota di Kyūshū dove venne allenato da Kōichi Morishita, medaglia d'argento della maratona ai Giochi olimpici di Barcellona 1992.
L'11 settembre 2005, a soli 18 anni, stabilì il nuovo record mondiale di mezza maratona a Rotterdam con il tempo di 59'16", abbassando di un secondo il vecchio primato di Paul Tergat. Due settimane prima fissò con 26'41" il nuovo record mondiale juniores dei 10000 metri piani al Memorial Van Damme, meeting valido per la Golden League.
Il 15 gennaio 2006 Haile Gebrselassie batté il record di Wanjiru sulla mezza maratona, ma l'atleta keniota se lo riprese un anno dopo alla mezza maratona di Ras al-Khaima con il tempo di 58'53", migliorato ulteriormente a 58'33" il 17 marzo 2007 a L'Aia.
Wanjiru fece il suo debutto in maratona a Fukuoka il 12 dicembre 2007, vincendola con l'ottimo tempo di 2h06'39". Alla maratona di Londra 2008 scese per la prima volta sotto il muro delle 2h06', concludendo però al secondo posto. L'anno successivo colse il suo più importante successo in carriera, vincendo la medaglia d'oro nella maratona dei Giochi olimpici di Pechino 2008 col primato olimpico di 2h06'32". Il 26 aprile 2009 Wanjiru confermò la sua classe vincendo la maratona di Londra in 2h05'10", record della gara londinese.
Il 30 dicembre 2010 venne arrestato con l'accusa di minacce di morte alla moglie, detenzione illegale di un AK-47 e resistenza a pubblico ufficiale, il tutto probabilmente in stato di ebbrezza. Rilasciato sotto cauzione, non gareggiò in alcuna maratona invernale.
Il 15 maggio 2011 morì a Nyahururu, nella Rift Valley, in seguito ad una caduta dal balcone della sua casa, dovuta probabilmente ad una lite con la moglie.

## Palmarès
| Anno | Manifestazione              | Sede    | Evento      | Risultato | Prestazione | Note            |
| ---- | --------------------------- | ------- | ----------- | --------- | ----------- | --------------- |
| 2007 | Mondiali di corsa su strada | Udine   | Individuale | 51º       | 1h03'31"    |                 |
| 2008 | Giochi olimpici             | Pechino | Maratona    | Oro       | 2h06'32"    | Record olimpico |

## Altre competizioni internazionali
2003

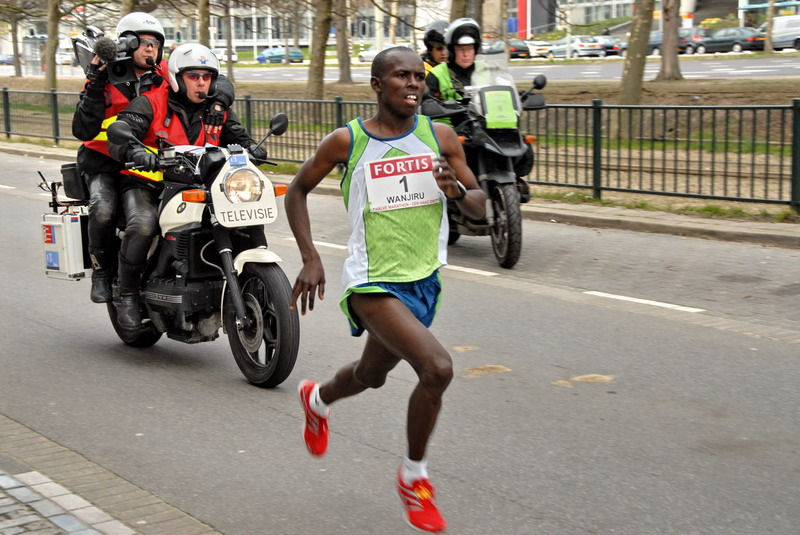
Samuel Wanjiru durante una mezza maratona nel 2007

- Oro al Fukuoka International Cross Country ( Fukuoka) - 29'13"

2004
- Oro al Fukuoka International Cross Country ( Fukuoka) - 29'02"
- Oro al Chiba International Cross Country ( Chiba) - 35'24"

2005
- Oro alla Rotterdam Half Marathon ( Rotterdam) - 59'16"
- Oro alla Sendai Half Marathon ( Sendai) - 59'43"
- Oro al Fukuoka International Cross Country ( Fukuoka) - 29'20"
- Oro al Chiba International Cross Country ( Chiba) - 34'54"

2006
- Bronzo al Memorial Van Damme ( Bruxelles), 10000 m piani - 26'41"75
- Bronzo alla Mezza maratona di Lisbona ( Lisbona) - 59'37"
- 11º alla Sapporo Half Marathon ( Sapporo) - 1h03'04"
- Bronzo alla World's Best 10 km ( San Juan) - 28'08"

2007
- Oro alla Maratona di Fukuoka ( Fukuoka) - 2h06'39"
- Oro alla City-Pier-City Loop ( L'Aia) - 58'33"
- Oro alla mezza maratona di Ras al-Khaima ( Ras al-Khaima) - 58'53"
- Argento alla Great North Run ( Newcastle upon Tyne) - 1h00'18"

2008
- Argento alla Maratona di Londra ( Londra) - 2h05'24"
- Oro alla Mezza maratona di Granollers ( Granollers) - 59'26"
- Oro alla Abu Dhabi Half Marathon ( Abu Dhabi) - 1h00'33"
- Oro alla Mezza maratona di Vila Nova de Gaia ( Vila Nova de Gaia) - 1h01'25"
- Argento al Memorial Peppe Greco ( Scicli) - 29'09"

2009
- Oro alla maratona di Londra ( Londra) - 2h05'10"
- Oro alla Maratona di Chicago ( Chicago) - 2h05'41"
- 7º alla Mezza maratona di Lisbona ( Lisbona) - 1h01'25"
- 9º alla Mezza maratona di Rotterdam ( Rotterdam) - 1h01'07"
- Oro alla Mezza maratona di Granollers ( Granollers) - 1h01'13"
- 4º alla Great Australian Run ( Melbourne), 15 km - 44'20"

2010
- Oro alla Maratona di Chicago ( Chicago) - 2h06'23"
- Argento alla Rock 'n' Roll Mardi Gras Half Marathon ( New Orleans) - 1h01'33"